# Anna Hultquist
Anna Mathilda Hultquist, född 11 maj 1854 i Eksjö stadsförsamling, Jönköpings län, död 31 oktober 1940 i Danderyds församling, Stockholms län, var en svensk teckningslärare och rösträttsaktivist. 

## Biografi
Hultquist, vars far var organist, var teckningslärare med tjänst som övningslärare vid olika läroverk i Sverige och sist i Östersund mellan 1901 och 1914. Hon var verksam i kampanjen för införandet av kvinnlig rösträtt i Sverige och ordförande för Föreningen för kvinnans politiska rösträtt i Östersund 1910–1915. 